# Nuctenea cedrorum
Nuctenea cedrorum là một loài nhện trong họ Araneidae. Deze soort là đặc hữu của Algerije.